# Lista real de Medinet Habu
A Lista Real de Medinet Habu, é uma pequena lista de faraós do Império Egípcio contida no templo mortuário de Ramessés III, em Medinet Habu. As inscrições assemelham-se muito com as da Lista Real do Ramesseum, exibindo características similares de Ramessés II, que foram usados nesta como modelo.
A cena retratada na lista foi primeiramente publicada por Jean-François Champollion, em 1845, seguido por Karl Richard Lepsius quatro anos depois. Ambas contêm  pequenas omissões e erros, e foi somente quase cem anos depois que o Epigraphic Survey publicou a versão definitiva da cena em 1940.
A mesma retrata Ramessés II participando de cerimônias do festival de Min. Ela contém 16 cartuchos com os nomes de nove faraós.

## Faraós mencionados na lista
A cena é dividida em duas partes, do lado esquerdo, 7 estátuas de ancestrais estão sendo carregadas em uma procissão. O lado direito exibe outros nove faraós. 
| Procissão esquerda | Procissão esquerda | Procissão esquerda        | Procissão direita | Procissão direita | Procissão direita         |
| ------------------ | ------------------ | ------------------------- | ----------------- | ----------------- | ------------------------- |
| #                  | Faraó              | Inscrição (nome de trono) | #                 | Faraó             | Inscrição (nome de trono) |
| 1                  | Ramessés III       | Usermaatre-meryamun       | 8                 | Ramessés III      | Usermaatre-meryamun       |
| 2                  | Setnakht           | Userkhaure-meryamun       | 9                 | Setnakht          | Userkhaure-meryamun       |
| 3                  | Ramessés II        | Usermaatre-setepenre      | 10                | Seti II           | Userkheperure-setepenre   |
| 4                  | Merneptá           | Baenre-meryamun           | 11                | Merneptá          | Baenre-meryamun           |
| 5                  | Ramessés III       | Usermaatre-meryamun       | 12                | Ramessés II       | Usermaatre-setepenre      |
| 6                  | Ramessés III       | Userkhaure-meryamun       | 13                | Seti I            | Menmaatre                 |
| 7                  | Seti II            | Userkheperure-setepenre   | 14                | Ramessés I        | Menpetiré                 |
|                    |                    |                           | 15                | Horemebe          | Djeserqueperure-Setepenré |
| 16                 | Amenófis III       | Nebmaatre                 |                   |                   |                           |

A cena permanece in situ no segundo poste oriental, da segunda quadra, registro superior na parede leste do templo. 

## Outras listas reais do Novo Reinado
- Lista Real de Abidos
- Lista Real de Carnaque
- Lista Real de Turim
- Tabuleta de Sacará